# Lost at sea
|  | Denne artikel er oprettet af botten PalnaBot ud fra en ekstern database. Den kan derfor have sproglige fejl eller mangler. Denne skabelon kan fjernes efter kontrol af indholdet. |

Lost at sea er en eksperimentalfilm instrueret af Lars Nørgård efter manuskript af Lars Nørgård.

## Handling
Så til svimmel søs! Billedkunstneren Lars Nørgård har igen været i de levende billeders laboratorium og skabt en verden, der ligner den, vi kender - og så alligevel ikke. I sine to tidligere animationsfilm »Art Support« og »Æbleflæsk« var det de enkelte streger, der blev pustet korporligt til live. Denne gang er det farver og computeranimation, så det mørke, stjernestrøede himmelrum bogstavelig talt står og synger rustne sømandssange i baggrunden. Er der liv derude? Det bliver der i hvert fald, når skaberen sætter gulerodsnæsen i rillen og lader universet fylde med musik.....